# Ronald Brunmayr
Ronald Brunmayr était un footballeur autrichien né le 17 février 1975 à Steyr. Il évoluait au poste d'attaquant.

## Carrière
- 1994-1995 : FC Linz  Autriche
- 1996-1998 : Austria Vienne  Autriche
- 1998-2000 : SV Ried  Autriche
- 2000-2003 : Grazer AK  Autriche
- 2003-2005 : Sturm Graz  Autriche
- 2005-2007 : SV Ried  Autriche
- 2007-2008 : FC Kärnten  Autriche[1]
- 2008-2011 : FC Pasching  Autriche
- 2011-2012 : SV Garsten  Autriche

## Palmarès
- 8 sélections et 1 but avec l'équipe d'Autriche de 2000 à 2003
- Vainqueur de la Coupe d'Autriche en 2002 avec le Grazer AK
- Meilleur buteur du Championnat d'Autriche en 2002 avec 27 buts